# Tatiana Nikolaevna da Rússia
Tatiana Nikolaevna Romanova da Rússia (em russo: Великая Княжна Татьяна Николаевна Романова, transl. Velikaya Knyaginya Tatiana Nikolaevna Romanova) foi Grã-Duquesa da Rússia, sendo a segunda filha de Nicolau II e Alexandra Feodorovna, nascida no dia 10 de junho (29 de maio de acordo com o calendário juliano) de 1897 no Palácio de Peterhof em São Petersburgo.
Ela era a mais conhecida de suas três irmãs e chefiou comités da Cruz Vermelha durante a Primeira Guerra Mundial. Foi enfermeira de soldados feridos em um hospital militar de 1914 a 1917, até a prisão de sua família seguida da Revolução Russa de 1917.
O seu assassinato por revolucionários, em julho de 1918, resultou em sua canonização juntamente com sua família, como Portadores da Paixão pela Igreja Ortodoxa Russa. Após a sua morte muitas pessoas disseram ser membros da família que haviam conseguido sobreviver. O autor Michael Occleshaw alegou que uma mulher chamada Larissa Tudor era Tatiana, no entanto em agosto de 2007 foram descobertos dois esqueletos, perto de Ecaterimburgo, montes Urais que provaram por testes de DNA em abril de 2008 ser do czarevich Alexei e da grã-duquesa Maria.

## Biografia

### Características e infância
A entrada no diário de Nicolau II, no dia 29 de maio de 1897 lembra:
| “ | O segundo claro e alegre dia da nossa família: às 10:40 pela manhã o Senhor abençoou-nos com uma filha - Tatiana. A pobre Alix sofreu toda noite sem fechar os olhos por um momento, e às 8:00h foi para o quarto da Amama ("Avó" em dinamarquês). Obrigado Deus por este momento, tudo aconteceu rápido e com segurança, e eu não me sinto nervosamente exausto. Perto das 1:00h a pequena foi banhada e Yanyshev leu algumas orações. A Mama chegou com Xenia e almoçamos juntos. Às 4:00h aconteceu a Te Deum. Tatiana pesa 83/4 e tem 54 centímetros. A nossa filha mais velha está muito feliz com ela. Li e escrevi telegramas. | ” |

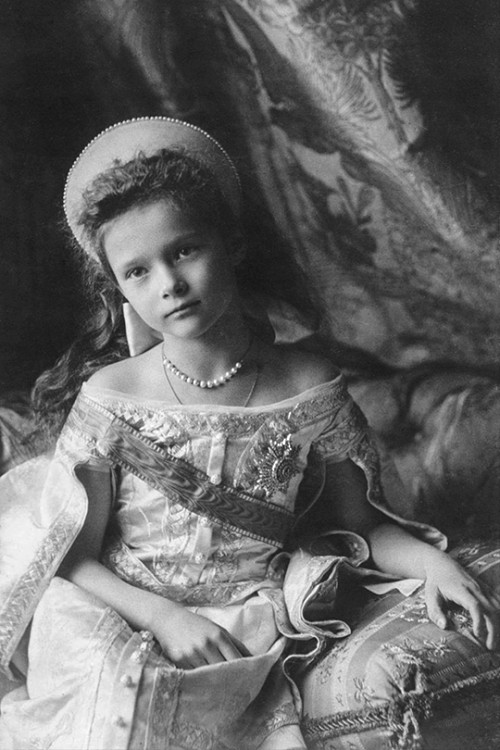
Tatiana em 1904

Tatiana era irmã mais nova da grã-duquesa Olga e irmã mais velha das grã-duquesas Maria e Anastásia, bem como do czarevitch Alexei.
Os seus pais deram-lhe o nome de Tatiana em honra das irmãs Olga e Tatiana Larina do livro Eugene Onegin de Alexandre Pushkin, com a diferença de que na novela-poema Tatiana era mais velha. O seu dia do nome era celebrado a 25 de janeiro (12 de janeiro no calendário antigo)
O título oficial de Tatiana, "Grã-Duquesa", traduzido literalmente significa "Grande Princesa", ou seja, como uma "alteza imperial" estava num patamar superior a outras princesas europeias que eram apenas tratadas por "alteza real". Contudo, os seus amigos, familiares e criados, no geral, tratavam-na apenas pelo seu primeiro e segundo nome, Tatiana Nikolaevna, ou então pelas suas alcunhas como "Tanya", "Tatya", "Tatianochka" e "Tanushka". De acordo com uma história, Tatiana, habituada a ser tratada apenas pelo seu nome e alcunhas, ficou desorientada quando a baronesa Sofie Buxhoeveden a tratou por "Vossa Alteza Imperial" e perguntou-lhe: É maluca para me tratar assim? Tatiana também era religiosa e gostava de ponderar ideias abstractas. Os seus ideais eram geralmente vistos como poéticos e espirituais.
Anna Vyrubova, a amiga da sua mãe recordou:
| “ | Tatiana era a perfeita encarnação da sua mãe. Mais alta e esbelta do que as irmãs, tinha as maneiras suaves e refinadas dos seus ancestrais ingleses. Amável e simpática, ela dispunha, em direcção às irmãs mais novas e ao irmão, um espírito protector, de modo que eles, brincando, apelidaram-na "A Governanta". De todas as grã-duquesas, Tatiana era a mais querida entre os que as conheciam, e eu suspeito que, nos seus corações, era a mais ternamente amada pelos pais. De todas as irmãs, Tatiana era a mais sociável. Ela gostava da sociedade e de ter longas amizades. Mas amigos para essas bem-nascidas, mas infortunadas meninas, eram muito difíceis de se encontrar. A imperatriz temia pelas suas filhas a companhia de meninas malcriadas da aristocracia, de mentes, desde cedo alimentadas com tolices e usualmente outros vícios, de intrigas da sociedade decadente. A imperatriz desencorajava associações com primos e parentes próximos, muitos deles precoces em seus pontos de vida. | ” |

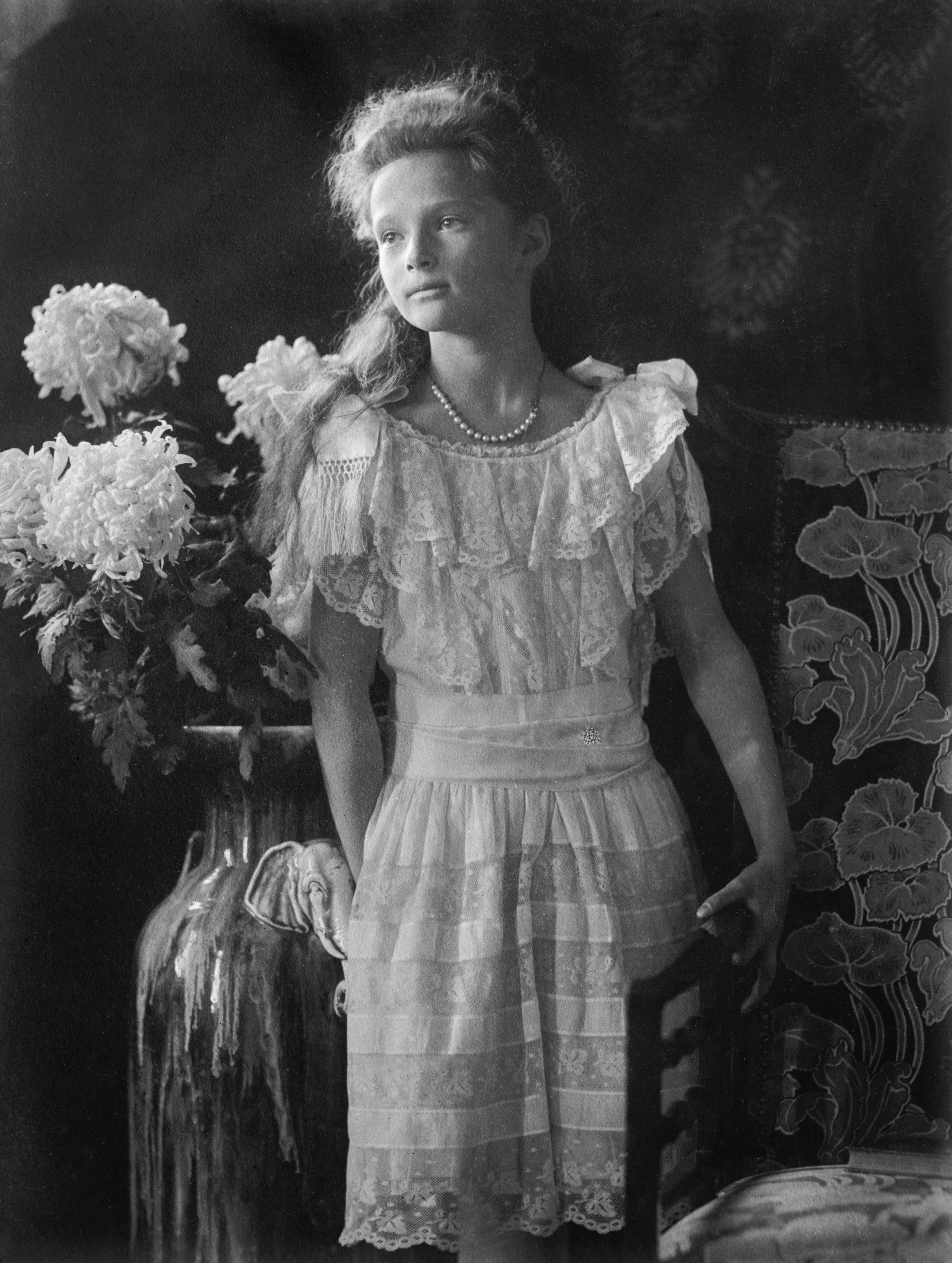
Grã-duquesa Tatiana em uma foto formal, em 1906

A baronesa Sophie Buxhoeveden escreveu que Tatiana era mais alta que a mãe, mas era muito delicada e bem proporcionada, e, por isso sua altura não era notada. Tinha traços finos e regulares, lembrando seus ancestrais, que foram famosos por sua beleza.
Tal como as restantes crianças Romanov, Tatiana foi criada com alguma austeridade. Ela e as irmãs dormiam em camas amovíveis, sem almofadas, tomavam banhos frios de manhã e esperava-se sempre que estivessem ocupadas com bordados ou tricô nos seus tempos livres. Os seus trabalhos eram oferecidos a bazares de solidariedade.
Tatiana e Olga eram conhecidas como "O Par Grande" na família. Enquanto as duas mais novas, formavam "O Par Pequeno". As quatro irmãs mandavam presentes e assinavam cartas usando a alcunha "OTMA". E elas sempre compartilhavam as suas coisas umas com as outras, e com os seus amigos.
Sophie Buxhoeveden lembrou: 
| “ | Numa ocasião elas pensaram que o meu vestido precisava de um colar de rubis para completá-lo. Eu disse que não tinha, e que as minhas pérolas serviam. Tatiana Nikolaevna saiu e apareceu com vários broches que queria que eu usasse. Eu naturalmente recusei, para seu grande espanto. "Nós, irmãs emprestamos tudo umas às outras" disse ela, "Quando pensamos que as joias de uma ficarão apropriadas no vestido da outra". | ” |

Tatiana foi apelidada pelos irmãos de "a Governanta" porque era ela quem intercedia aos pais caso eles quisessem pedir alguma coisa. Tatiana era descrita como alta,com cabelos castanhos claros e olhos azuis acinzentados. Era a cópia de sua irmã mais velha, mas bem mais alegre e alta.

### O Par Grande
Tatiana e a irmã mais velha, Olga, eram conhecidas como "O Par Grande". Tal como as duas irmãs mais novas, as duas mais velhas partilhavam o quarto e eram muito próximas uma da outra desde a infância.

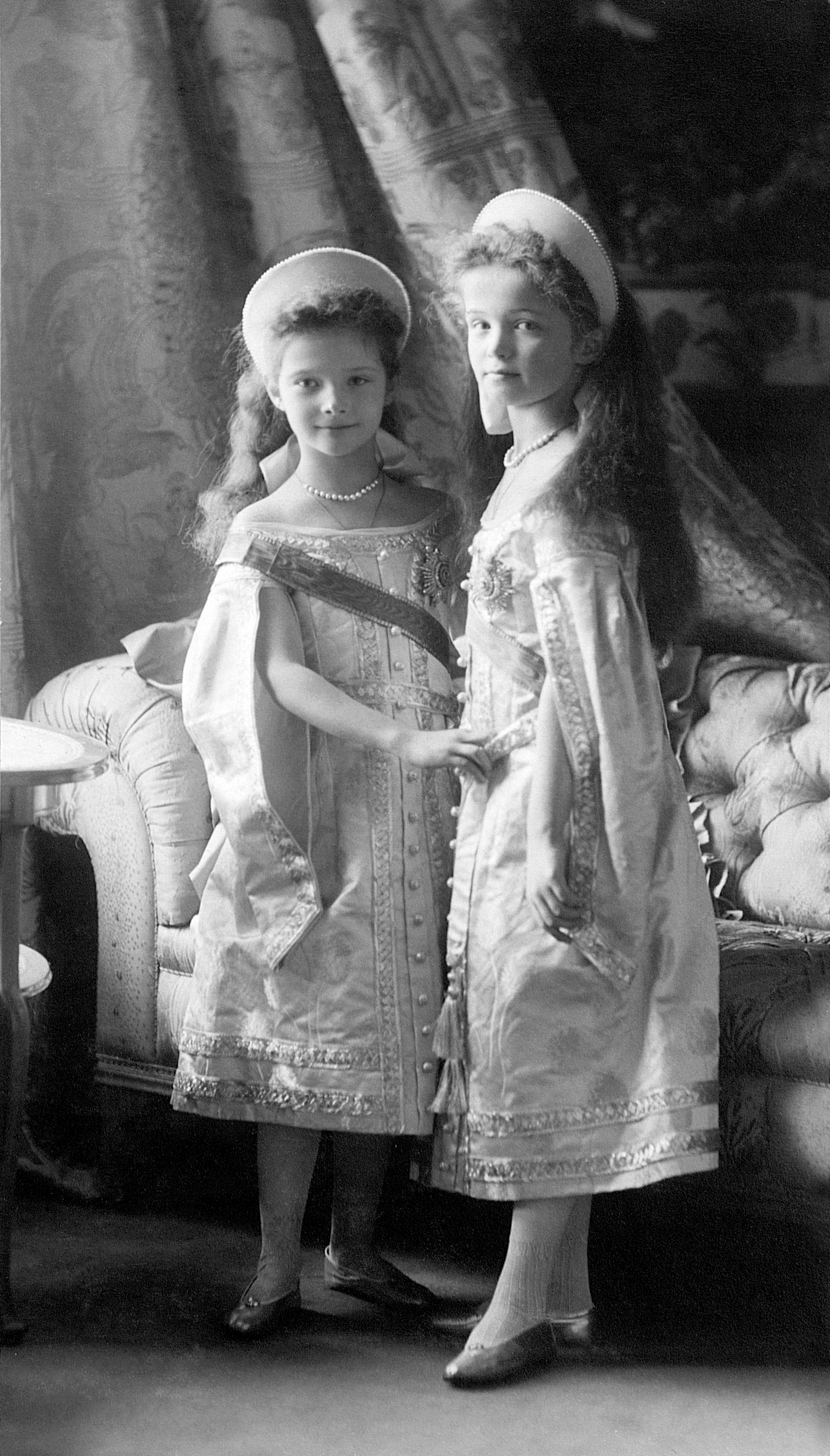
Tatiana com a irmã Olga em 1904

Na primavera de 1901, Olga teve febre tifoide e ficou restringida a um quarto durante várias semanas, longe das suas irmãs. Quando começou a melhorar, foi-lhe dada autorização para ver Tatiana durante 5 minutos, mas esta não a reconheceu. Quando a sua governanta, Margaretta Eagar, lhe disse que a criança com quem tinha estado a falar era Olga, Tatiana de quatro anos começou a chorar amargamente e protestou dizendo que a pálida criança não podia ser a sua adorada irmã. Eagar teve dificuldade em persuadi-la de que Olga podia recuperar. O tutor francês, Pierre Gilliard, escreveu que as duas irmãs eram apaixonadamente devotas uma à outra.
Apesar de ser 18 meses mais nova do que Olga, esta não tinha objecções quando Tatiana decidia tomar conta da situação. Ela era também mais próxima da mãe do que qualquer das outras irmãs e era considerada, por muitos que a conheciam, a filha preferida da czarina.
Gilliard escreveu:
| “ | Tatiana era bastante reservada, essencialmente equilibrada e tinha vontade própria, mas ela era menos franca e espontânea do que sua irmã mais velha. Ela não era tão talentosa, mas sua inferioridade era compensada com perseverança e dedicação. Ela era bonita, mas não tinha o charme de Olga Nikolaevna. Se a czarina mantinha alguma diferença entre suas filhas, Tatiana Nikolaevna era sua favorita. Não era que as outras irmãs gostassem menos da mãe mas a Tatiana sabia como rodeá-la de atenções sem limite e nunca abriu caminho para que a mãe tivesse impulsos caprichosos. | ” |

Alexandra escreveu a Nicolau no dia 13 de março de 1916 que Tatiana era a única das suas quatro filhas que compreendia logo quando ela explicava a sua visão das coisas. O coronel Kobylinsky, guarda da família em Tsarskoye Selo e Tobolsk, sentia que Tatiana não tinha nenhuma ligação com arte. Talvez fosse melhor para ela ter sido um homem. Outros tinham a impressão de que os talentos artísticos da grã-duquesa eram mais visíveis em trabalhos manuais e na moda, tanto no vestuário como no cabelo. Anna Vyrubova, escreveu mais tarde que Tatiana tinha um grande talento para desenhar roupa e crochê e que era ela quem penteava o longo cabelo da mãe como um cabeleireiro profissional. Tatiana gostava de costurar, bordar e outros trabalhos manuais e de roupas e perfumes.
O seu perfume era o Jasmine de Corse de Coty. Ela também gostava de ler novelas e revistas de moda. Era considerada uma boa pianista.

### Adolescência, juventude e Primeira Guerra Mundial

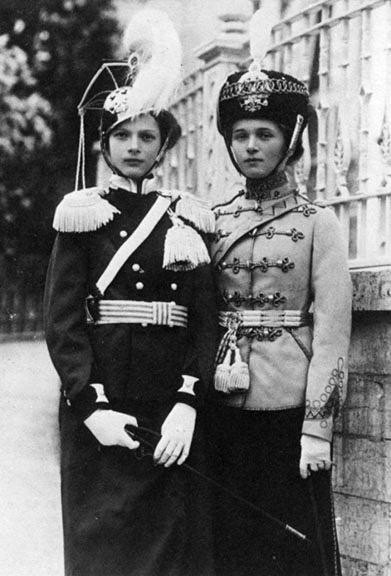
Tatiana (esquerda) e Olga vestidas com os uniformes dos seus regimentos

Quando se tornou adolescente, um regimento de soldados foi oferecido a Tatiana, que recebeu o título de coronel. Ela e Olga, que também tinha o seu próprio regimento, costumavam ir inspecionar os soldados regularmente, o que gostavam bastante. Quando tinha quase 14 anos, Tatiana doente implorou à sua mãe que lhe desse permissão para sair da cama e fazer a inspeção aos soldados, para que pudesse se encontrar com um soldado com quem simpatizava particularmente.
Gostaria muito de ir à inspeção da segunda divisão, uma vez que sou a segunda filha e a Olga já foi, portanto é a minha vez, escreveu a Alexandra no dia 20 de abril de 1911. Sim, mama, e na segunda divisão irei ver quem devo ver… tu sabes quem.
Enquanto aproveitava a companhia dos soldados que conhecia, a jovem Tatiana também achava às vezes o seu comportamento chocante, nomeadamente quando um grupo ofereceu um retrato da estátua de Davi de Miquelângelo à sua irmã Olga em 1911.

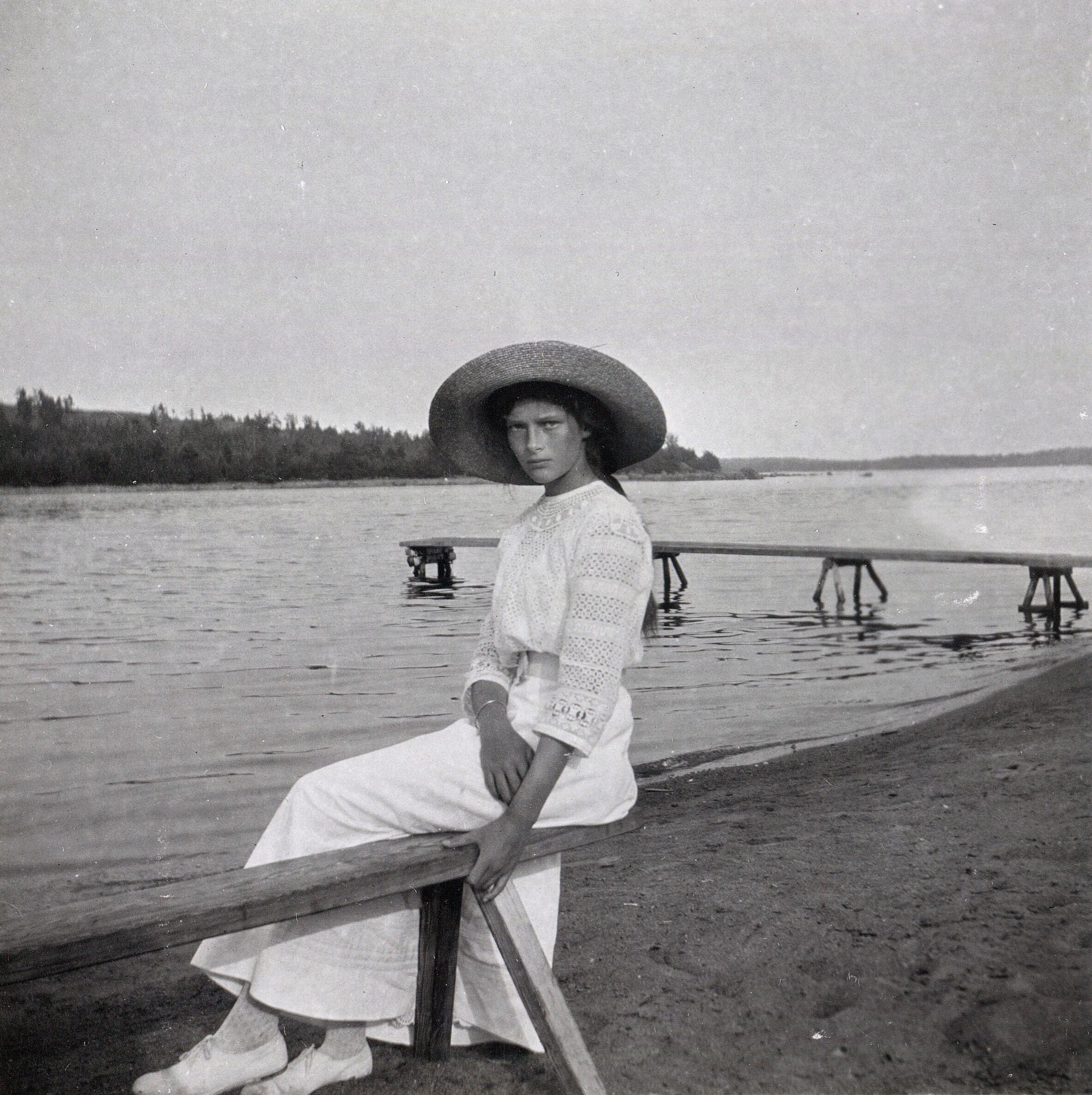
Tatiana em 1910, durante o cruzeiro de verão da família a bordo do Standart.
Cortesia: Beinecke Library

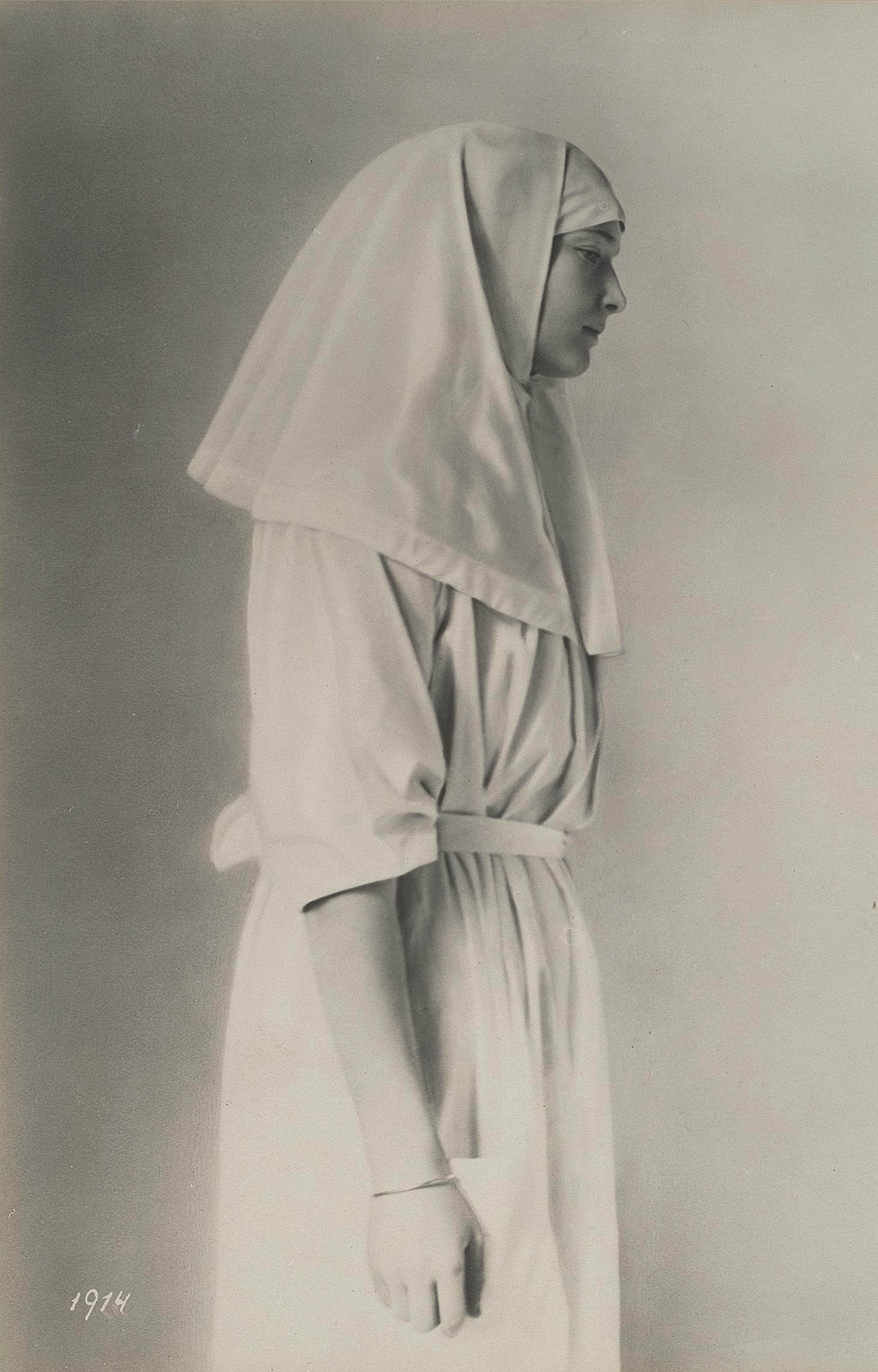
Tatiana durante a sua época como enfermeira na Primeira Guerra Mundial

Nesse outono, Tatiana, de 14 anos, testemunhou o primeiro ato de violência quando assistiu ao assassinato do primeiro-ministro Pyotr Stolypin durante um espectáculo na casa da ópera de Kiev. Tanto ela como a sua irmã Olga tinham seguido o pai para a sua tribuna no local e viram o disparo. O seu pai escreveu mais tarde à sua mãe, a imperatriz Maria Feodorovna, no dia 10 de setembro de 1911, e disse que a situação tinha perturbado ambas as filhas. Tatiana entrou em pânico e ambas tiveram dificuldades a dormir nessa noite.
Na primavera de 1913, Tatiana sofreu de febre tifoide e, para seu desgosto, perdeu todo o cabelo.
Um ano mais tarde, quando rebentou a Primeira Guerra Mundial, Tatiana tornou-se enfermeira pela Cruz Vermelha juntamente com Olga e a mãe de ambas. Elas cuidaram de soldados feridos num hospital privado em Tsarskoye Selo. De acordo com relatos dessa altura, Tatiana era quase tão competente e empenhada quanto a mãe e apenas se queixava do fato de, devido à sua idade, ser poupada de casos mais exigentes.
No período em que Tatiana trabalhou no hospital, conheceu um soldado ferido chamado Dmitri Malama, que lhe deu de presente um bulldog francês, que ela nomeou Ortino.
Tatiana era muito patriótica e pediu desculpas numa carta datada de 29 de outubro de 1914 pelos comentários negativos feitos aos alemães na presença da sua mãe nascida nesse país. Explicou que se esqueceu que a sua mãe tinha nascido na Alemanha porque a via apenas como russa. A czarina respondeu que também se sentia assim e que a sua filha não a tinha insultado com as suas palavras afiadas, mas sentiu-se magoada pelos rumores que circulavam entre o povo russo de que ela era uma espia alemã.
No dia 15 de agosto de 1915, Tatiana escreveu uma outra carta à mãe onde expressava o seu desejo de a ajudar a carregar os fardos trazidos pela guerra: Simplesmente não consigo te dizer como estou triste por ti e por todos. Tenho tanta pena que não possa te ajudar ou ser útil. Em momentos assim, tenho pena de não ser um homem. À medida que crescia para a idade adulta, Tatiana começou a participar em mais ocasiões públicas do que as irmãs.

### Idade adulta
Nesta altura, Tatiana era a mais conhecida das irmãs devido à sua atenção pelo dever e a amabilidade com que recebia aqueles que conhecia. A segunda filha do czar é recordada como a mais sociável das irmãs, procurando longas amizades com pessoas da sua idade, no entanto a sua vida social era restringida devido ao seu estatuto e ao fato de a mãe não gostar de ocasiões sociais. A baronesa Sophie Buxhoeveden observou que Tatiana era sociável, e amigos seriam bem-vindos, mas nenhuma garota era convidada para ir ao palácio. Sua mãe pensava que as irmãs seriam capazes de se entreterem. Tinha também um lado mais introspectivo, conhecido pelos seus amigos mais próximos e família.
| “ | A grã-duquesa Tatiana era charmosa como a sua irmã Olga, mas de um jeito diferente. Ela havia sido descrita como orgulhosa, mas eu nunca conheci ninguém menos orgulhosa do que ela. Com ela, tal como com a mãe, a timidez e as reservas eram características, mas, assim que a conhecessem melhor e ganhassem a sua admiração, essa timidez desaparecia e a verdadeira Tatiana aparecia. Ela era uma criatura poética, sempre à procura do ideal, e a sonhar com grandes amizades que poderiam pertencer-lhe. O imperador amava a sua devoção, eles tinham muito em comum, e as irmãs costumavam rir, e diziam que, se um favor era necessário, "Tatiana deve pedir ao Papá para isso ser concedido." Ela era muito alta, e excessivamente magra, como um perfil em medalhão, profundos olhos azuis, e cabelos castanho-escuros… uma amável rosa virginal, frágil e pura como uma flor. | ” |

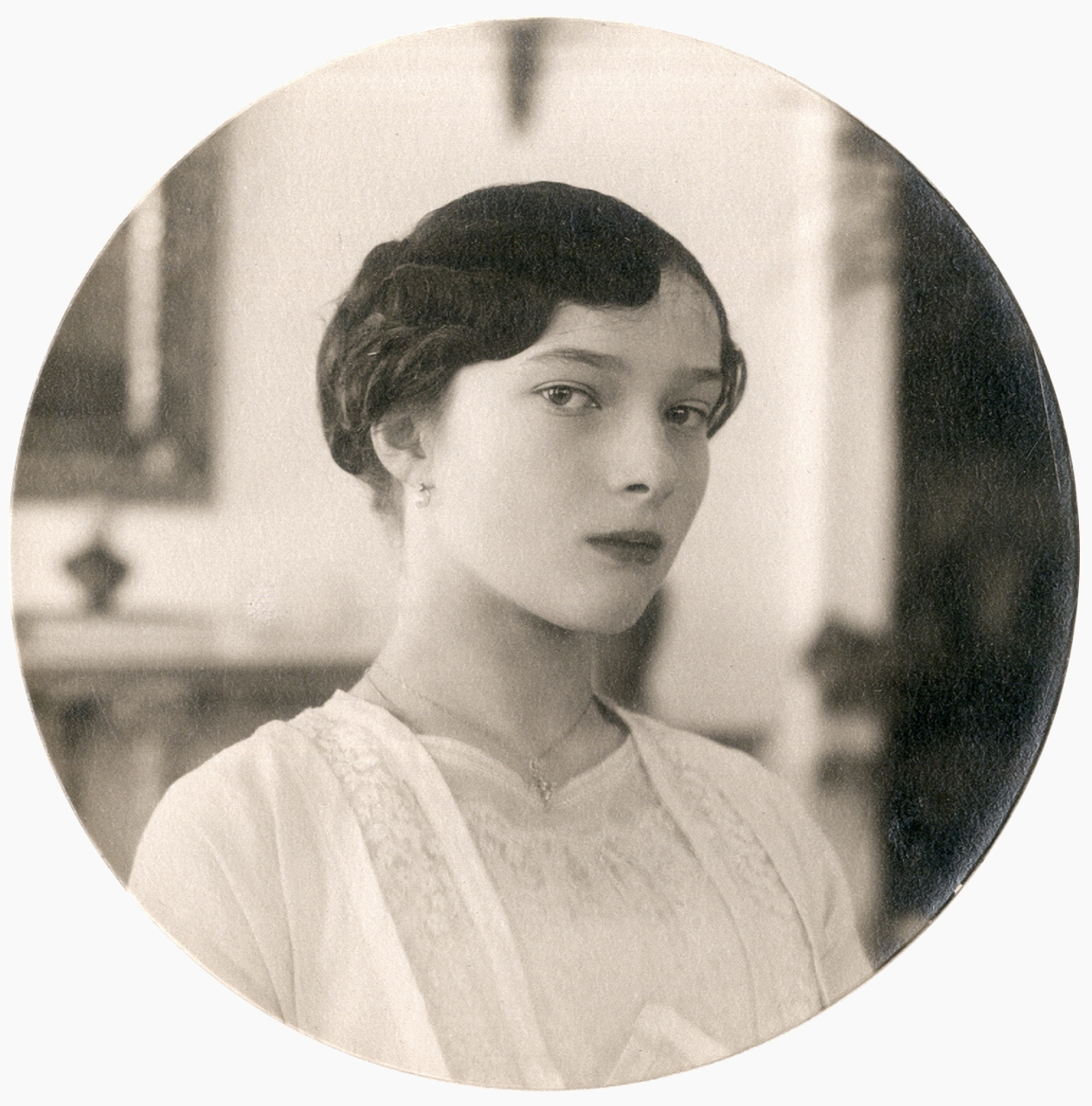
Grã-duquesa Tatiana Nikolaevna em 1914

Chebotareva, uma amiga da mãe, que disse adorar a "doce" Tatiana quase como uma filha, descreveu como a grã-duquesa lhe segurou a mão quando estava nervosa ao caminhar em frente de um grande grupo de enfermeiras. Estou terrivelmente envergonhada e assustada… não sei quem cumprimentar e quem não devo cumprimentar, disse-lhe Tatiana. A sua informalidade também impressionou o filho de Chebotareva, Gregório. Uma vez Tatiana ligou-lhe para que ela aparecesse em sua casa e falou primeiro com o seu filho de 16 anos. Gregório ficou chateado quando ela o tratou pelo seu diminutivo (Grisha). Não sabendo quem estava a falar do outro lado, o frontal Gregório pediu à filha do czar que se identificasse, ao que ela respondeu, "Tatiana Nikolaevna". Quando ele lhe perguntou outra vez, ainda sem acreditar que estava a falar com uma Romanov, Tatiana continuou sem revelar o seu título imperial de grã-duquesa e respondeu que era "A segunda irmã Romanov".
Numa outra ocasião durante a guerra, quando uma mulher que normalmente as levava do hospital até a casa não as pôde ir buscar e enviou uma carruagem sem nenhum vigilante, Tatiana e a irmã Olga decidiram ir às compras pela primeira vez. Ordenaram que a carruagem parasse perto de uma zona de lojas e entraram numa delas, onde ninguém as reconheceu devido à sua farda de enfermeiras. Voltaram sem comprar nada quando perceberam que não tinham dinheiro, mesmo que o tivessem, não saberiam usá-lo. No dia seguinte pediram a Chebotareva que as ensinasse a usar dinheiro.

### Exílio e execução

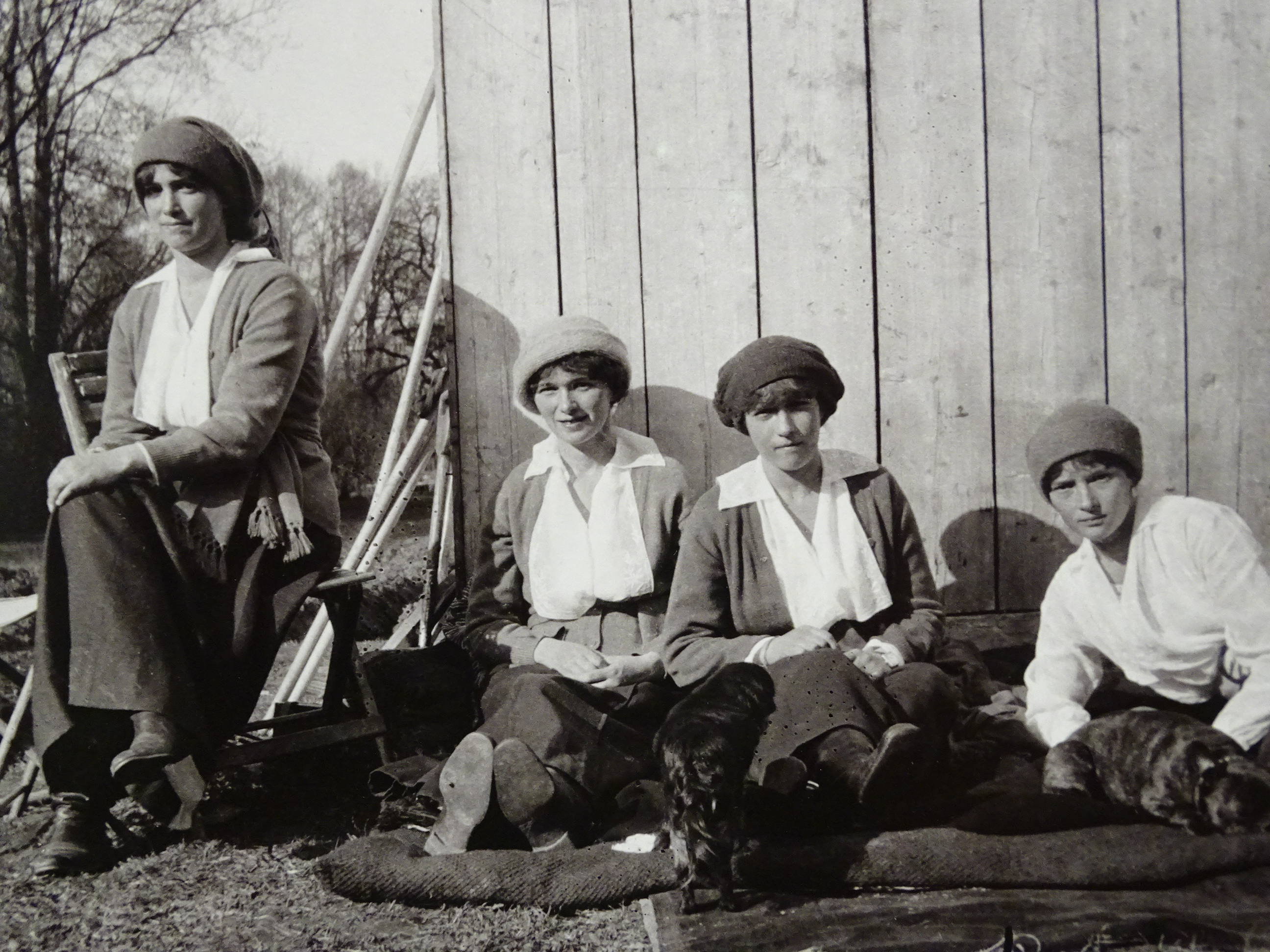
Tatiana (1ª da direita, com as suas irmãs durante o exilio em Tobolsk

A família partiu para o exílio após a Revolução de Fevereiro de 1917. Depois de um curto período em Tsarskoye Selo, foram enviados para uma residência privada em Tobolsk. A mudança drástica de circunstâncias e a incerteza sobre o que iria acontecer, afetou Tatiana, tal como o resto da família.
Ela aborrece-se sem trabalho, escreveu a sua colega enfermeira Valentina Chebotareva depois de receber uma carta dela de 16 de abril de 1917.
É estranho sentar-me de manhã em casa, estar de boa saúde e não ir mudar ligaduras! escreveu Tatiana a Chebotareva. Tatiana, aparentemente tentando defender a sua mãe,  perguntou à sua amiga Margarita Khitrovo numa carta datada de 8 de maio de 1917, o porquê de as suas colegas enfermeiras não lhe escreverem diretamente. Chebotavera escreveu no seu diário que, enquanto tinha pena do resto da família, não conseguia escrever diretamente à imperatriz porque a culpava pela Revolução. Se alguém deseja escrever-nos, então que escrevam diretamente, escreveu a filha do czar à "minha adorada" Chebotareva no dia 9 de dezembro de 1917 depois de exprimir a sua preocupação pelas enfermeiras e por um paciente que tinham tratado juntas uma vez. O filho de Chebotareva, Gregório Tschebotarioff, reparou na firmeza e energia da sua escrita e como a letra refletia a natureza que fazia com que a sua mãe a estimasse tanto.
O tutor inglês de Tatiana, Sydney Gibbes, recordou que a sua estudante emagreceu bastante durante o seu aprisionamento e parecia mais distante e mais misteriosa para ele do que alguma vez ele recordava.
Em abril de 1918, os bolcheviques transferiram Nicolau, Alexandra e Maria para Ecaterimburgo. Os restantes filhos ficaram em Tobolsk devido ao fato de Alexei ter sofrido um outro ataque de hemofilia e não estar em condições para a longa viagem. Foi Tatiana quem persuadiu a mãe a parar de atormentar a si própria e decidir ir com o marido, deixando Alexei para trás. Alexandra decidiu que a sua forte filha devia ficar também para trás para tomar conta de Alexei.
Durante o mês que passaram separadas dos pais e da irmã, Tatiana, Olga, Anastásia e uma empregada que tinha ficado com elas, mantinham-se ocupadas a costurar pedras preciosas e todo o tipo de joias por dentro das suas roupas, para as esconderem dos seus guardas. Tatiana e as irmãs ficaram mais tarde chocadas quando foram assediadas sexualmente pelos guardas a bordo do navio "Rus" que as levou de Tobolsk para Ecaterinburgo em maio de 1918. Os guardas seguiam as pistas de um ou mais empregados no grupo e procuravam as joias. Sydney Gibbes foi assombrado durante o resto da sua vida pela memória dos gritos aterrorizados das filhas do czar e pelo fato de não poder fazer nada para as ajudar.
Pierre Gilliard recordou mais tarde a última vez em que viu Olga, Tatiana, Anastasia e Alexei quando foram separados em Ecaterinburgo:
| “ | O marinheiro Nagorny, que sempre tomou conta de Alexei Nikolaevitch, passou pela minha janela com o rapaz doente nos braços, atrás dele vinham as grã-duquesas carregadas com malas e pequenos pertences pessoais. Eu tentei sair, mas fui empurrado bruscamente para a carruagem por um guarda. Voltei para a janela. Tatiana Nikolaevna vinha em último, carregando o seu pequeno cão e a esforçar-se por arrastar a sua grande e pesada mala castanha. Estava chovendo e vi os pés dela enterrarem-se mais profundamente na lama a cada passo que dava. Nagorny tentou ajudá-la; foi empurrado bruscamente por um dos guardas. | ” |

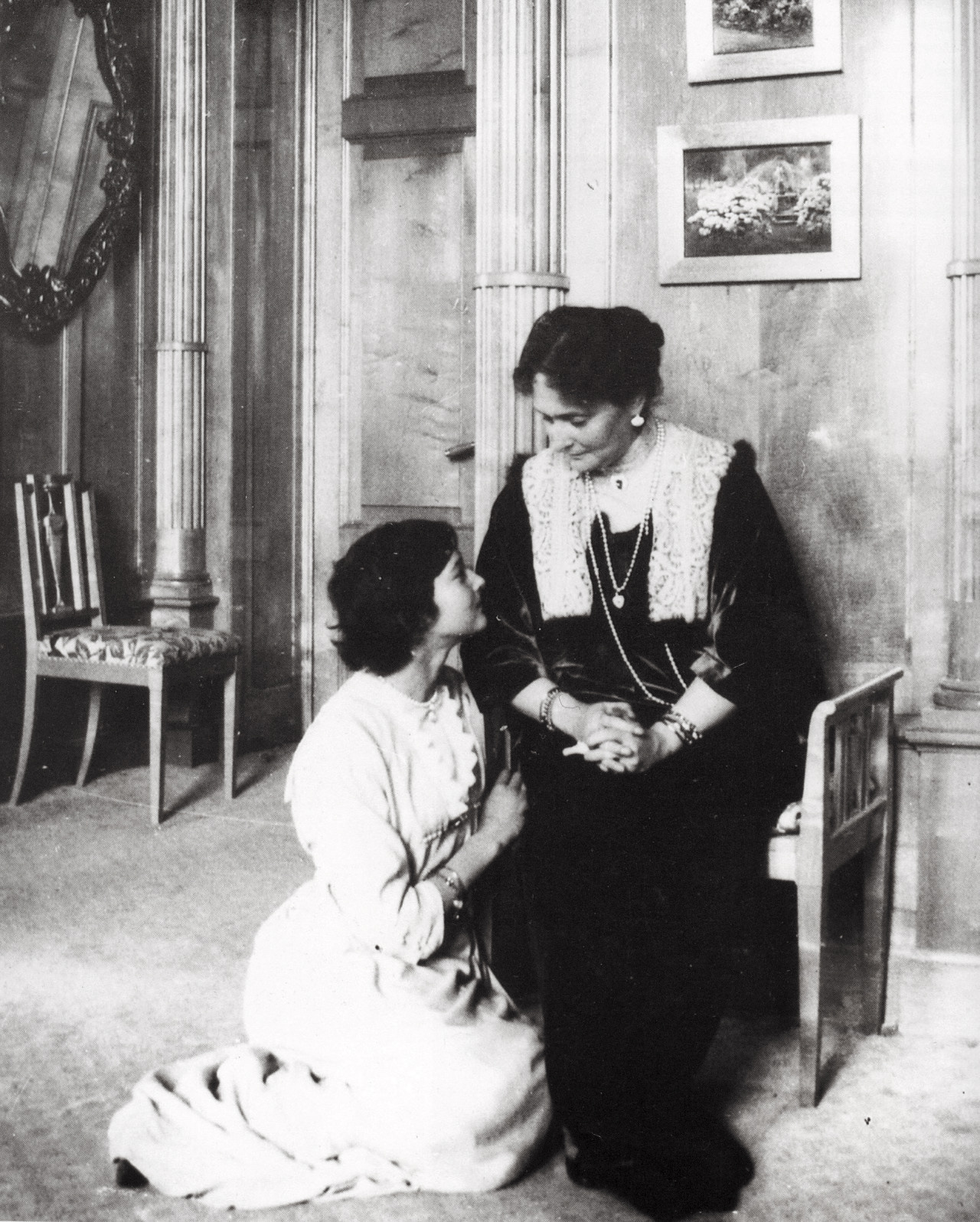
Tatiana com a mãe Alexandra em 1913

Em Ecaterinburgo, Tatiana juntava-se ocasionalmente às suas irmãs mais novas em conversas com alguns dos guardas. Nelas falavam de chá, perguntavam-lhes sobre as suas famílias e falavam sobre as suas esperanças para uma nova vida na Inglaterra quando fossem libertadas. Numa ocasião, um dos guardas esqueceu-se que estava a falar com um membro da realeza e contou uma anedota obscena. Tatiana, chocada, fugiu da sala, pálida como a morte e a sua irmã Maria repreendeu os guardas pela sua má linguagem.
Ela era simpática com os guardas se achasse que eles estavam se comportando de modo aceitável e prendado, escreveu um dos guardas nas suas memórias. Tatiana, que continuava a ser a líder da família, era enviada muitas vezes pelos pais para questionar os guardas sobre as regras ou sobre o que lhes aconteceria. Também passou muito tempo sentada ao lado da mãe, a quem lia) e do irmão mais novo, com quem jogava jogos para ocupar o tempo.
As últimas palavras que Tatiana escreveu no seu diário em Ecaterinburgo foram uma transcrição das palavras do padre Ioann de Kronstadt: A vossa dor é indescritível, a dor do Salvador nos Jardins de Getsêmani pelos pecados do mundo não tem medida, juntem a vossa dor à Dele, nisto encontrarão conforto.
Na tarde de 16 de julho de 1918, o seu último dia completo de vida, Tatiana sentou-se com a sua mãe e leu excertos bíblicos do livro de Amos e Obadia, escreveu Alexandra no seu diário. Mais tarde as duas simplesmente falaram uma com a outra.
Tatiana Romanova foi assassinada na noite de 17 de julho de 1918, juntamente com a sua família quando tinha 21 anos. Encontra-se sepultada na Fortaleza de São Pedro e São Paulo, São Petersburgo na Rússia.

## Canonização
Em 2000, Tatiana e sua família foram canonizados como Portadores da Paixão pela Igreja Ortodoxa Russa. A família foi anteriormente canonizada em 1981 pela Igreja Ortodoxa Russa no estrangeiro como neomártires. Os corpos do czar Nicolau II, da czarina Alexandra e de três filhas foram finalmente enterrados na Catedral de São Pedro e São Paulo em São Petersburgo em 17 de julho de 1998, oitenta anos após seu assassinato.